# Lista de prefeitos de Catende
Esta é a lista de prefeitos e vice-prefeitos do município de Catende, estado brasileiro de Pernambuco.
| Nº | Nome                                                               | Imagem                | Partido                               | Vice-prefeito                                        | Início do mandato      | Fim do mandato                                        | Observações                                   |
| 1  | João da Costa Azevedo                                              |                       | PPB                                   | José Quintino de Oliveira Travassos                  | 1928                   | 1929                                                  | Intendente                                    |
| 2  | Pedro de Araújo Cavalcanti Duca                                    |                       | PPB                                   | Antônio Félix Pereira                                | 1929                   | 1930                                                  | Intendente                                    |
| 3  | Alde Feijó Sampaio                                                 |                       | PPB                                   | Domingos Antunes da Araújo                           | 1930                   | 1930                                                  | Intendente                                    |
| 4  | Manoel Martins Amorim Júnior                                       |                       | PPB                                   | Ricardo Martins Brandão                              | 1930                   | 1930                                                  | Intendente                                    |
| 5  | João Pacheco de Queiroga                                           |                       | AL                                    | Manoel Martins Amorim Júnior                         | 1930                   | 1930                                                  | Prefeito nomeado                              |
| 6  | Manoel Martins Amorim Júnior                                       |                       | AL                                    | João Pacheco de Queiroga                             | 1930                   | 1931                                                  | Prefeito nomeado                              |
| 7  | João Mayrink Monteiro de Andrade                                   |                       | AL                                    | Silvano Olympio de Queiroga                          | 1931                   | 1933                                                  | Prefeito nomeado                              |
| 8  | Silvano Olympio de Queiroga                                        |                       | PRP                                   | Sebastião da Guarda Cabreira                         | 1933                   | 1935                                                  | Prefeito nomeado                              |
| 9  | Benjamim Marinho de Oliveira                                       |                       | PRP                                   | Rodrigo José de Sá                                   | 1933                   | 1935                                                  | Prefeito nomeado                              |
| 10 | Manoel Gonçalves Guimarães                                         |                       | PRP                                   | Nelson Leobaldo de Moraes                            | 1936                   | 1936                                                  | Prefeito nomeado                              |
| 11 | Nelson Leobaldo de Moraes                                          |                       | PRP                                   | Francisco Álvares Botelho                            | 1936                   | 1937                                                  | Prefeito nomeado                              |
| 12 | Silvano Olympio de Queiroga                                        |                       | PRP                                   | Mateus Antônio Pereira                               | 1937                   | 1938                                                  | Prefeito nomeado                              |
| 13 | Manoel Marques de Almeida                                          |                       | PRP                                   | Sebastião Martins Mestre                             | 1938                   | 1939                                                  | Prefeito nomeado                              |
| 14 | Manoel Álvaro de Freitas Lins                                      |                       | PRP                                   | Arnaldo Cassimiro Antunes                            | 1939                   | 1942                                                  | Prefeito nomeado                              |
| 15 | Melchiades Montenegro de Albuquerque                               |                       | PRP                                   | Gilberto Gurgel                                      | 1942                   | 1944                                                  | Prefeito nomeado                              |
| 16 | José Feliciano da Silva Porto                                      |                       | PRP                                   | Felinto Moraes                                       | 1944                   | 1945                                                  | Prefeito nomeado                              |
| 17 | Renato Buarque de Macedo                                           |                       | PRP                                   | Virgílio Brígido Filho                               | 1944                   | 1945                                                  | Prefeito nomeado                              |
| 18 | Luiz Sabino de Azevedo                                             |                       | PRP                                   | Aluísio Barroso                                      | 1945                   | 1945                                                  | Prefeito nomeado                              |
| 19 | José Feliciano da Silva Porto                                      |                       | PRP                                   | Sílvio Gentil de Lima                                | 1945                   | 1945                                                  | Prefeito nomeado                              |
| 20 | Maximino Guilherme da Cunha                                        |                       | PRP                                   | Joaquim Magalhães                                    | 1945                   | 1946                                                  | Prefeito nomeado                              |
| 21 | Joaquim Gomes Pessoa                                               |                       | PRP                                   | Carlos de Alencar Pinto                              | 1946                   | 1947                                                  | Prefeito nomeado                              |
| 22 | Francisco Porfírio de Andrade Lima                                 |                       | PL                                    | Henrique Ellery                                      | 1947                   | 1947                                                  | Prefeito nomeado                              |
| 23 | José Rufino da Silva                                               |                       | PL                                    | Felinto de Moraes                                    | 1947                   | 1947                                                  | Prefeito nomeado                              |
| 24 | Joaquim Pessoa de Siqueira                                         |                       | PL                                    | Mauro Puglise Branco                                 | 1947                   | 1947                                                  | Prefeito nomeado                              |
| 25 | Mauro Puglise Branco                                               |                       | PL                                    | José Eugênio Cavalcanti                              | 1947                   | 1947                                                  | Prefeito nomeado                              |
| 26 | José Eugênio Cavalcanti                                            |                       | UDN                                   | Adauto José de Mello                                 | 1947                   | 1951                                                  | Prefeito eleito em sufrágio universal         |
| 27 | João Calú do Nascimento                                            |                       | PTB                                   | Bolívar Purcell                                      | 1951                   | 1955                                                  | Prefeito eleito em sufrágio universal         |
| 28 | Adauto José de Mello                                               |                       | PSD                                   | Meton Pinto                                          | 1955                   | 1955                                                  | Presidente da Câmara                          |
| 29 | José Eugênio Cavalcanti                                            |                       | UDN                                   | Carlos de Alencar Pinto                              | 1955                   | 1959                                                  | Prefeito eleito em sufrágio universal         |
| 30 | Atayde Accioly Lins                                                |                       | PSB                                   | Clóvis de Alencar Matos                              | 1959                   | 1963                                                  | Prefeito eleito em sufrágio universal         |
| 31 | Fernando de Barros da Silva                                        |                       | PSD                                   | Josibias Darcy de Castro Cavalcanti                  | 1963                   | 1969                                                  | Prefeito eleito em sufrágio universal         |
| 32 | Josibias Darcy de Castro Cavalcanti                                |                       | ARENA                                 | Francisco de Castro Cavalcanti                       | 1969                   | 1973                                                  | Prefeito eleito em sufrágio universal         |
| 33 | Fernando de Barros da Silva                                        |                       | ARENA                                 | Walter Barroso                                       | 1973                   | 1977                                                  | Prefeito eleito em sufrágio universal         |
| 34 | Josibias Darcy de Castro Cavalcanti                                |                       | ARENA                                 | João Batista Furtado                                 | 1977                   | 1983                                                  | Prefeito eleito em sufrágio universal         |
| 35 | Odorico Lobo Freire Júnior                                         |                       | PMDB                                  | Manoel de Oliveira Paula                             | 1983                   | 31 de dezembro de 1988                                | Prefeito eleito em sufrágio universal         |
| 36 | José Milton Lins da Silva                                          |                       | PMDB                                  | Joaquim Lima                                         | 1º de janeiro de 1989  | 31 de dezembro de 1992                                | Prefeito eleito em sufrágio universal         |
| 37 | Odorico Lobo Freire Júnior                                         |                       | PSB                                   | Oscar Jansen Barroso                                 | 1º de janeiro de 1993  | 31 de dezembro de 1996                                | Prefeito eleito em sufrágio universal         |
| 38 | Otacílio Alves Cordeiro                                            |                       | PSB                                   | Antônio da Frota Filho                               | 1º de janeiro de 1997  | 31 de dezembro de 2000                                | Prefeito eleito em sufrágio universal         |
| 39 | Manoel Ramos de Almeida                                            |                       | PSDC                                  | Ananias Frota                                        | 1º de janeiro de 2001  | 31 de dezembro de 2004                                | Prefeito eleito em sufrágio universal         |
| 40 | Rildo Braz da Silva                                                |                       | PTB                                   | Rômulo Silva Lins (PTB)                              | 1º de janeiro de 2005  | 31 de dezembro de 2008                                | Prefeito e vice eleitos em sufrágio universal |
| 41 | Otacílio Alves Cordeiro                                            |                       | PSB                                   | Josibias Darcy de Castro Cavalcanti (PDT)/(PSB)      | 1º de janeiro de 2009  | 31 de dezembro de 2012                                | Prefeito e vice eleitos em sufrágio universal |
| 41 | Otacílio Alves Cordeiro                                            | 1º de janeiro de 2013 | PSB                                   | Josibias Darcy de Castro Cavalcanti (PDT)/(PSB)      | 31 de dezembro de 2016 | Prefeito e vice reeleitos em sufrágio universal       |                                               |
| 42 | Josibias Darcy de Castro Cavalcanti, Professor Josibias Cavalcanti |                       | PSD                                   | Alexandre Mauro Lira Moura Cavalcanti (PSD)          | 1º de janeiro de 2017  | Atual                                                 | Prefeito e vice eleitos em sufrágio universal |
| 43 | Gracina Maria Ramos Braz da Silva, Dona Graça                      |                       | PTB                                   | Antônio Luiz Colaço de Lira, Antônio do Egito (PSDB) | 1° de janeiro de 2021  | 31 de dezembro de 2024                                | Prefeita e vice eleitos em sufrágio universal |
| 43 | Gracina Maria Ramos Braz da Silva, Dona Graça                      | PSDB                  | José Rinaldo Fernandes de Barros (PV) | 1° de janeiro de 2025                                | Atualidade             | Prefeita reeleita e vice eleito em sufrágio universal |                                               |